# صبحانه در آمریکا (ترانه)
«صبحانه در آمریکا» (به انگلیسی: Breakfast in America) ترانه‌ای از گروه انگلیسی سوپرترَمپ و یکی از قطعات آلبوم سال ۱۹۷۹ آن‌ها با همین نام است.
ترانه در مورد شخصی‌ست که تابه‌حال به آمریکا نرفته و راجع به آن خیال‌پردازی می‌کند. راجر هاجسون این ترانه را سال‌ها پیش از انتشارش (و حتی پیش از شکل‌گیری سوپرترَمپ) نوشته بود. شعر ترانه طنزآمیز است و با درخواست هاجسون شروع می‌شود که می‌گوید «یه نگاهی به دوست دخترم بنداز» اما بعدتر گویی احساس ناامنی کرده، نظرش عوض می‌شود و می‌گوید «به دوست دخترم نگاه نکن». اشعار خیلی پُرمغز نیستند، اما تنظیم کیبورد و ساکسوفون‌نوازی جان هلی‌ول در میانهٔ آهنگ آن را به یکی از جذاب‌ترین علائم تجاری سوپرترَمپ تبدیل کرده‌است.

## موقعیت در جدول‌های فروش
| چارت (۱۹۷۹–۸۰)                      | بالاترین جایگاه |
| ----------------------------------- | --------------- |
| اتریش                               | ۱۶              |
| اولتراتاپ بلژیک                     | ۱۸              |
| جی‌اف‌کی انترتینمنت چارتس آلمان       | ۲۳              |
| جدول‌های هلند                        | ۱۴              |
| جدول تک‌آهنگ‌های ایرلند               | ۶               |
| آفیشال چارتس بریتانیا               | ۹               |
| بیلبورد هات ۱۰۰ ایالات متحدهٔ آمریکا | ۶۲              |